# AOL
AOL LLC (kratica za America Online, Inc.) je ameriški ponudnik interneta, ki ga upravlja Time Warner. Do aprila 2008 je podjetje imelo sedež v Loudoun County, Virginija, nakar so se preselili na novo lokacijo na Broadway 770, New York City. Ustanovljeno je bilo leta 1983 pod imenom Quantum Computer Services. Svoje storitve so ponujali kar nekaj državam sveta.